# 普拉夫涅韋
46°56′19″N 29°56′16″E / 46.93861°N 29.93778°E
普拉夫內韋（烏克蘭語：Плавневе）是位於烏克蘭西南部的村莊，由敖德萨州羅茲季利納區的斯捷潘尼夫卡市鎮負責管轄。該村始建於1944年，面積0.34平方公里，海拔高度17米，2001年人口49，人口密度每平方公里144.12人。